# روبرت همفريز
روبرت همفريز (بالإنجليزية: Robert Humphreys)‏ هو سياسي أمريكي، ولد في 20 أغسطس 1893 في مقاطعة هيكمان في الولايات المتحدة، وتوفي في 31 ديسمبر 1977 في فرانكفورت في الولايات المتحدة. حزبياً، نشط في الحزب الديمقراطي. وقد انتخب عضو مجلس الشيوخ الأمريكي.